# Бертранов постулат
Бертранов постулат је претпоставка коју је поставио француски математичар Жозеф Бертран (Joseph Bertrand, 1822–1900), да за било који цели број n већи од 3, увек постоји бар један прост број између n и 2n&minus;2. То је доказао Чебишев 1850. године.